# كارلوس دي لورا
كارلوس دي لورا (بالإسبانية: Carlos di Laura)‏ مواليد 19 أكتوبر 1964 في ليما، هو لاعب كرة مضرب بيروفي سابق بدأ مسيرته كمحترف سنة 1983 وكان يلعب باليد اليسرى، اعتزل اللعب في 1994. سبق أن شارك في دورة الألعاب الأولمبية الصيفية.

## روابط خارجية
- كارلوس دي لورا على موقع رابطة محترفي التنس (الإنجليزية)
- كارلوس دي لورا على موقع الاتحاد الدولي لكرة المضرب (الإنجليزية)
- كارلوس دي لورا على موقع كأس ديفيز (الإنجليزية)
- كارلوس دي لورا على موقع خلاصة التنس.كوم (الإنجليزية)
- كارلوس دي لورا على موقع اللجنة الأولمبية الدولية (الإنجليزية)
- كارلوس دي لورا على موقع أوليمبيديا (الإنجليزية)